# Stalachtis phlegia
Stalachtis phlegia es una especie de mariposa, de la familia de los riodínidos, que fue descrita originalmente con el nombre de Papilio phlegia, por Cramer, en 1779, a partir de ejemplares procedentes de Surinam.

## Distribución
Stalachtis phlegia está distribuida en la región Neotropical y ha sido reportada en Brasil (Pará, Goiás, Mato Grosso, Río de Janeiro), Suriname, Paraguay y Venezuela.

## Plantas hospederas
Las larvas de S. phlegia se alimentan de plantas de la familia Fabaceae y Simaroubaceae.